# Coppa Zappi
La Coppa Zappi è una corsa in linea maschile di ciclismo su strada che si svolge ogni anno nel mese di aprile, intorno a Riolo Terme, in Italia. Creata nel 2022 come prova di classe 1.2U del calendario UCI Europe Tour, dal 2023 fa parte del calendario nazionale FCI come gara di classe 1.12.

## Albo d'oro
Aggiornato all'edizione 2023.
| Anno | Vincitore           | Secondo           | Terzo                 |
| ---- | ------------------- | ----------------- | --------------------- |
| 2022 | Vincent Van Hemelen | Ramses Debruyne   | Lorenz Van De Wynkele |
| 2023 | Alessandro Romele   | Emanuele Ansaloni | Francesco Della Lunga |